# Monte Hellman
Monte Hellman (Nova Iorque, 12 de julho de 1932 - Palm Desert, 20 de abril de 2021) foi um cineasta, produtor cinematográfico, escritor e editor norte-americano.
Morreu um 20 de abril de 2021 aos 91 anos.